# Colombia en los Juegos Olímpicos de Los Ángeles 1932
Colombia participó en los Juegos Olímpicos de Verano de 1932, que se desarrollaron en Los Ángeles, entre el 31 de julio y el 14 de agosto de 1932, lo que se convertiría en la primera participación del país en los Olímpicos junto con la República de China. El único representante y abanderado en las ceremonias de apertura y clausura que tuvo lugar en los Ángeles Memorial Coliseum, amor fue el atleta de maratón Jorge Perry. Si bien se trató de la primera participación del país, tuvo que esperar hasta Múnich 1972 para obtener alguna medalla.

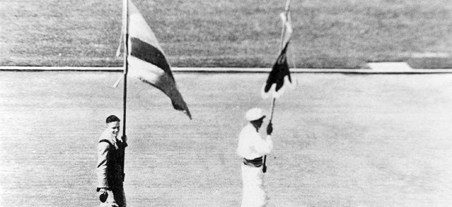
Delegación colombiana en los Juegos Olímpicos de Los Ángeles 1932.

El atleta asistente en representación del país, Jorge Perry Villate, no figuraba entre los primeros de su disciplina, abandonando la competencia en el kilómetro diez. Sin embargo, regresó con la Medalla al Mérito Olímpico que le otorgó el Comité Olímpico Internacional.
Después de esta primera participación en los Juegos Olímpicos se estableció el Comité Olímpico Colombiano (COC) el 3 de julio de 1936, lo cual le permitió a Colombia enviar una representación de seis atletas a los Juegos Olímpicos de 1936 en Berlín.